# کولودوآلدو دی اولیویرا
کولودوآلدو دی اولیویرا (به پرتغالی: Clodoaldo de Oliveira) هافبک اهل برزیل است که در شهر Ernestina، ریو گرانده جنوبی و در تاریخ ۱۹ مارس ۱۹۷۴ به دنیا آمده‌است.
کولودوآلدو دی اولیویرا در تیم‌های فوتبال Avaí سابقهٔ حضور دارد.